# سباستيان كاريرا
سباستيان كاريرا (بالإسبانية: Sebastián Carrera)‏ (25 مايو 1978 في الأرجنتين - ) هو لاعب كرة قدم أرجنتيني في مركز الوسط. لعب مع أتليتيكو رافائيلا وأرجنتينوس جونيورز وأرسنال ساراندي وألماجرو وريال مورسيا وسبورتيفو دوك سود ولوس أنديس ونادي أتليتيكو بيلغرانو ونادي أستيراس تريبوليس وClub Atlético Douglas Haig ‏.

## وصلات خارجية
- سباستيان كاريرا على موقع قاعدة بيانات كرة القدم.إي يو (الإنجليزية)
- سباستيان كاريرا على موقع Soccerway.com (الإنجليزية)